# 弗勞爾市 (肯塔基州)
弗勞爾市（英語：Flower Town）是位於美國肯塔基州彭德爾頓縣的一個非建制地區。

## 地理
弗勞爾市所處的海拔為高於海平面159米（即522英呎），而該地所採用的時區為UTC-5，即北美東部時區（EST）。同時該地設有夏令時間，為UTC-5調快一小時，即UTC-4（EDT）。